# Eriocaulon jaliscanum
Eriocaulon jaliscanum là một loài thực vật có hoa trong họ Cỏ dùi trống. Loài này được S.Watson mô tả khoa học đầu tiên năm 1891.